# Табанево
Таба́нево (рос. Табанево) — присілок у складі Шарканського району Удмуртії, Росія.

## Населення
Населення — 72 особи (2010; 91 у 2002).
Національний склад станом на 2002:
- удмурти — 97 %

## Урбаноніми[3]
- вулиці — Зарічна, Мічуріна